# Ermite de Prêtre
Phaethornis pretrei
Espèce
Statut de conservation UICN

 LC  : Préoccupation mineure
Statut CITES
L'Ermite de Prêtre (Phaethornis pretrei) est une espèce de colibris d'Amérique du Sud. Elle est présente en Argentine, Brésil, Bolivie et Paraguay.
D'après Alan P. Peterson, c'est une espèce monotypique.

## Habitats
Ses habitats sont les forêts tropicales et subtropicales humides de basses altitudes, les forêts sèches et la végétation de broussailles humides mais aussi les anciennes forêts lourdement dégradées et les jardins ruraux.

Carte de répartition de l'espèce